# John Michael Higgins
Pour les articles homonymes, voir Higgins.
Ne pas confondre avec l'acteur américain Michael Higgins (1920-2008).
John Michael Higgins, né le 12 février 1963 à Boston, dans le Massachusetts, est un acteur et compositeur américain.

## Filmographie

### comme acteur
- 1986 : Class of '86 (vidéo) : Various
- 1989 : Embrasse-moi, vampire (Vampire's Kiss) : Ed
- 1996 : Changement de décors (The Late Shift) (TV) : David Letterman
- 1997 : À armes égales (G.I. Jane) : Chief of Staff
- 1997 : Des hommes d'influence (Wag the Dog) de Barry Levinson : John Levy
- 1998 : De la Terre à la Lune (From the Earth to the Moon) (feuilleton TV) : Maître de cérémonie
- 1999 : L'Homme bicentenaire (Bicentennial Man) : Bill Feingold, l'avocat de Martin
- 2000 : Sept jours à vivre (Seven Days to Live) : travailleur social
- 2000 : Bêtes de scène (Best in Show), de Christopher Guest : Scott Donlan
- 2000 : Harvey Birdman, Attorney at Law (série télévisée) : Mentok the Mindtaker (voix)
- 2001 : The Barber (The Man Who Wasn't There) : Emergency room physician
- 2002 : Teddy Bears' Picnic : Whit Summers
- 2003 : Arrested Development : Wayne Jarvis
- 2003 : Monte Walsh (en) (TV) : Robert Slocum
- 2003 : A Mighty Wind : Terry Bohner
- 2004 : Game Over (série télévisée) : Sully, Various Characters (voix)
- 2004 : Jiminy Glick in Lalawood : Andre Devine
- 2004 : Coup d'éclat (After the Sunset) : Hotel Manager
- 2004 : Blade: Trinity : Dr Edgar Vance
- 2005 : English as a Second Language : Norman Benjamin
- 2005 : Braqueurs amateurs (Fun with Dick and Jane) : Garth
- 2006 : La Rupture : Richard
- 2007 : Evan tout-puissant : Higgins
- 2007 : Frère Noël : Willy
- 2008 : Yes Man : Nick
- 2009 : Sea, Sex and Fun (Fired Up) : Keith Le Coach
- 2009 : Numb3rs (série télévisée), saison 6, épisode 6, Au-delà du réel : Floyd Mayborne
- 2009 : Thérapie de couples (Couples Retreat) : Thérapeute # 1
- 2009 : L'Abominable Vérité : Larry
- 2009 : Community (Série TV) : professeur Witman
- 2011 : Bad Teacher de Jake Kasdan : Wally Snur
- 2012 : Nouveau Départ de Cameron Crowe : Walter Ferris
- 2012 : The Hit Girls (Pitch Perfect) de Jason Moore : John
- 2014 : Jessie (Série TV) de Pamela Eells O'Connell : (Saison 3, Épisode 22) : Le serveur au restaurant
- 2015 : Pitch Perfect 2 de Elisabeth Banks : John
- 2016 : Almost Christmas : Andy Brooks
- 2017 : Pitch Perfect 3 : John Smith
- 2017 : #Realityhigh de Fernando Lebrija : Principal Dixon
- 2017-2018: Great news (2 saisons, 23 épisodes) : Chuck Pierce
- 2021 : Licorice Pizza de Paul Thomas Anderson : Jerry Frick
- 2025 : Spinal Tap 2: The End Continues de Rob Reiner

## Voix françaises
En France, Pierre-François Pistorio est la voix régulière de John Michael Higgins.
En France
| - Pierre-François Pistorio dans : - La Rupture - Evan tout-puissant - Frère Noël - Thérapie de couples - The Hit Girls - Pitch Perfect 2 - Angie Tribeca (série télévisée) - Pitch Perfect 3 - Philippe Vincent dans : - Two Broke Girls (série télévisée) - Les Stars de la toile (en) - Mascots - Le Mauvais Esprit d'Halloween - Pierre Laurent dans : - Blade: Trinity - Kath & Kim (en) (série télévisée) - Nicolas Marié dans : - L'Abominable Vérité - Monstres et Cie : Au travail (voix) | Et aussi - Boris Rehlinger dans L'Homme bicentenaire - Alain Courivaud dans Ally McBeal (série télévisée) - Patrick Guillemin (*1950 - 2011) dans Braqueurs amateurs - Patrick Donnay dans Raising the Bar : Justice à Manhattan (série télévisée) - Daniel Lafourcade dans Yes Man - Bernard Gabay dans Bad Teacher - Franck Dacquin dans Community (série télévisée) - Arnaud Bedouët dans Nouveau Départ - David Krüger dans Planes 2 (voix) - Benoît van Dorslaer dans #Realityhigh - Jean-Pierre Denuit dans Great News (série télévisée) - Stefan Godin dans Licorice Pizza |